# Linda Staudt
Linda Staudt (* 19. August 1958 in Windsor, Ontario) ist eine ehemalige kanadische Marathonläuferin.
1980 wurde sie mit dem Landesrekord von 2:37:39 h Dritte beim Avon-Marathon in London. Im Jahr darauf wurde sie nationale Marathonmeisterin. Im Herbst gewann sie den Montreal-Marathon mit ihrer persönlichen Bestzeit von 2:33:33 h und den Tokyo International Women’s Marathon.
Linda Staudt studierte von 1977 bis 1981 an der University of Windsor.